# Ulica Wałowa w Gdańsku

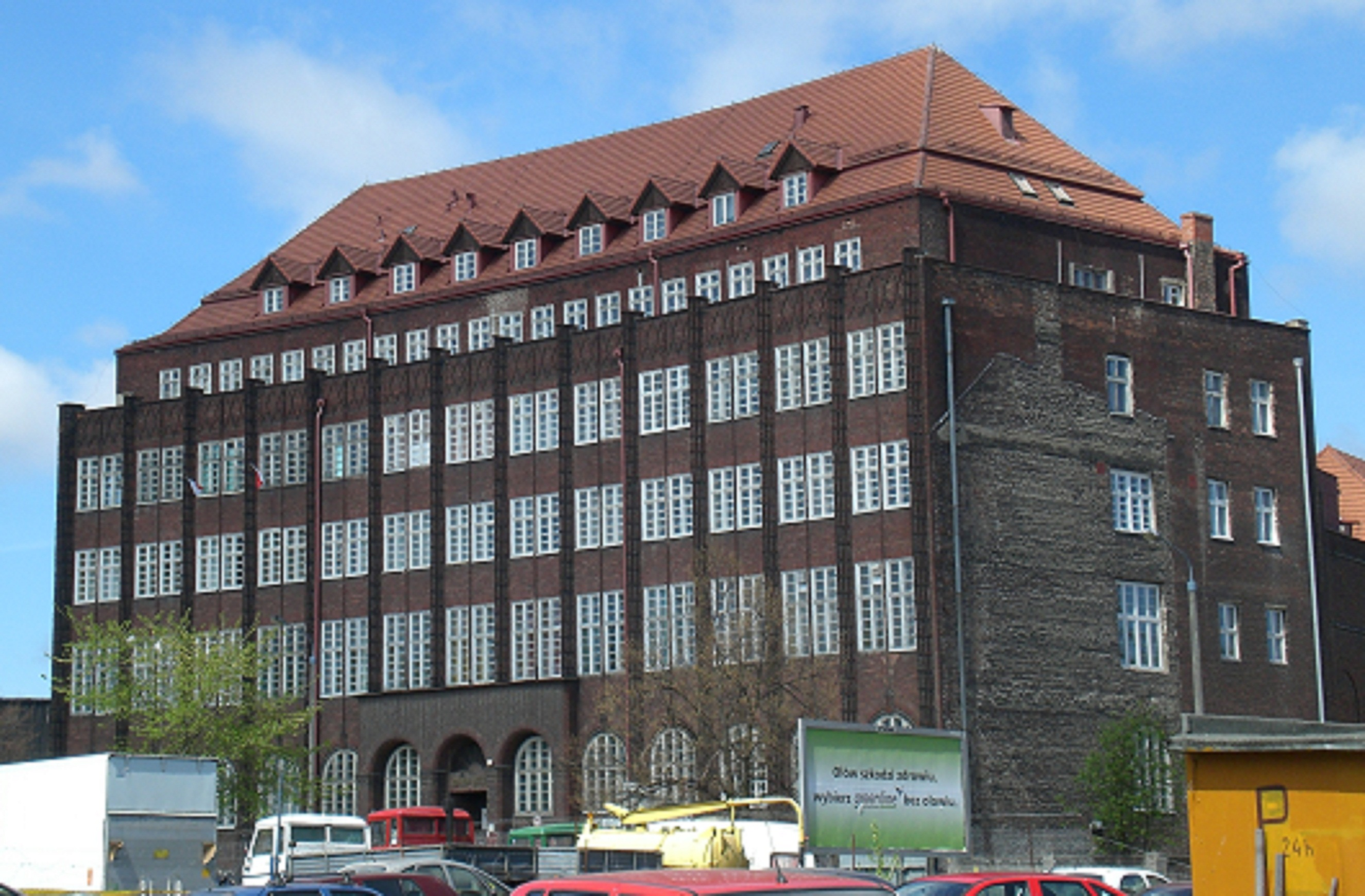
Budynek dawnej Kasy Chorych przy ul. Wałowej

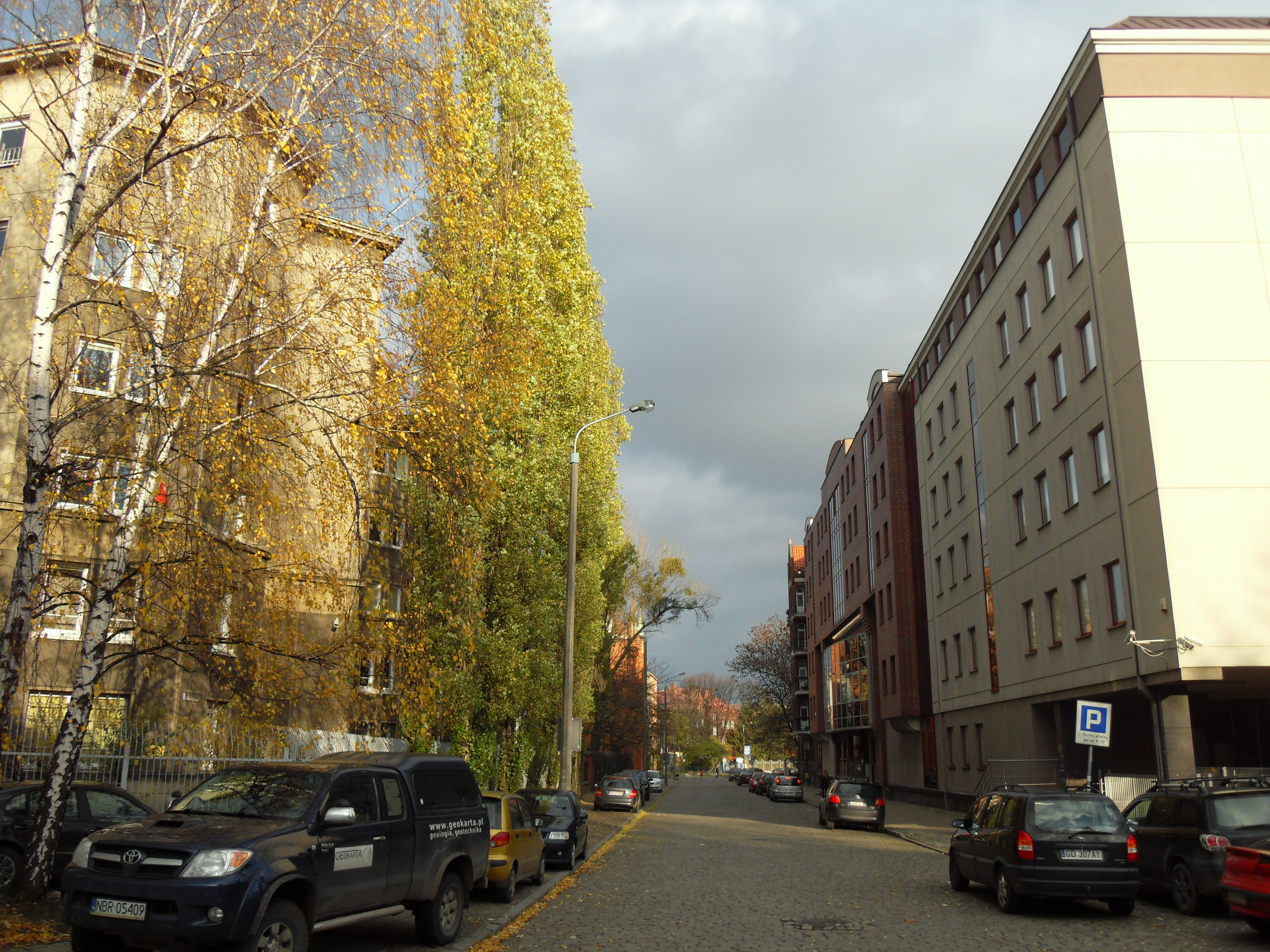
Część zachodnia ulicy, dawna Am Jakobstor

Ulica Wałowa (niem. Wallgasse) – ulica w Gdańsku  przechodząca przez Stare Miasto i Młode Miasto. Bierze swój początek przy zbiegu ulic Rajskiej, Wały Piastowskie i Podwale Grodzkie, jednakże obecnie nie ma połączenia drogowego z tymi ulicami. Biegnie wzdłuż południowej granicy Młodego Miasta, kończąc się nad brzegiem Motławy.

## Historia
Początkowo była to droga biegnąca wzdłuż, wewnątrz wałów miejskich fortyfikacji północnej strony miasta. Ulica wzięła nazwę od tych wałów, które zostały zniwelowane na przełomie XIX i XX wieku. Usunięcie fortyfikacji skutkowało pojawieniem się nowych, atrakcyjnych inwestycyjnie terenów, położonych bezpośrednio przy centrum miasta. Od 1850 utrwaliła się dla niej nazwa Wallgasse, po 1945 spolszczona, a dodatkowo ulica została przedłużona o dawną ulicę Am Jakobstor, obecną część zachodnią ulicy.
W 2012 na końcu ulicy, w miejscu dawnej pętli autobusowej ZTM Gdańsk rozpoczęła się budowa Muzeum II Wojny Światowej, które zostało otwarte w roku 2017.
W 2016 powstało osiedle Bastion Wałowa, składające się z czterech 18-kondygnacyjnych budynków. W tym samym czasie rozebrano zabytkowy budynek szwalni dawnego Urzędu Mundurowego XVII Korpusu Armijnego armii pruskiej z lat 90. XIX wieku, zachowując tylko ścianę frontową, która miała zostać wkomponowana w nowy budynek. Ostatecznie jednak na początku 2019 dokonano jej rozbiórki, obiecując, że zostanie rozebrana cegła po cegle, a potem zrekonstruowana wraz z powstającym nowym budynkiem.

## Przyszłość
W związku z planami przekształcenia terenów postoczniowych w Młodym Mieście w nowoczesną dzielnicę, w maju 2014 otwarta została ulica o długości 1200 m i roboczej nazwie Nowa Wałowa, która ostatecznie otrzymała nazwę ul. ks. J. Popiełuszki. Wtedy też oddano do ruchu 67-metrowy wiadukt nad ul. Jana z Kolna i 200-metrową estakadę. Ma ona stanowić główną arterię Młodego Miasta. Docelowo ma ona biec od Placu Zebrań Ludowych przez dzisiejsze tereny stoczniowe (fragment zrealizowany), następnie przecinać Motławę i łączyć się z ulicą Elbląską. Wzdłuż ulicy przewidziane jest torowisko tramwajowe.

## Obiekty
- Baszta pod Ciemną Gwiazdą (zburzona)
- Biblioteka Gdańska Polskiej Akademii Nauk
- Archiwum Państwowe
- Schronisko Młodzieżowe nr 1
- Dawna zajezdnia autobusowa PKS Gdańsk
- Centrum Stocznia Gdańsk
- b. Kasa Chorych, ob. Przychodnia specjalistyczna
- Gazownia
- Saur Neptun Gdańsk
- Muzeum II Wojny Światowej